# У меня свидание с весной
«У меня свидание с весной» (иер. трад. 我和春天有個約會, упр. 我和春天有个约会, кант.-рус.: Во хэ чунь тянь ты гэ юэ хуэй, англ. I Have a Date with Spring) — гонконгская драма 1994 года режиссёра Клифтона Ко. Главные роли в фильме исполнили Элис Лау Нга Лай, Кун-Лан Лоу, Анита Ли и Луиза Со.
Картина получила семь номинаций на 14-й Гонконгской кинопремии, одержав победу в трёх из них.

## Сюжет
Действие фильма разворачивается в Гонконге, когда Баттерфляй (Элис Лау) возвращается из Канады, чтобы выступить на последнем благотворительном концерте в ночном клубе Flower Palace, перед тем как его снесут. Действие фильма разворачивается в продолжении воспоминаний об одной судьбоносной ночи 1967 года в ночном клубе Flower Palace. Фильм рассказывает о жизни женской группы 1960-х годов под названием «The 4 Nuts». В ночь беспорядков в Гонконге в 1967 году Баттерфляй случайно выпал шанс выступить на заключительном концерте, когда популярная певица из-за этих событий не смогла приехать. Это положило начало цепи событий, которые навсегда изменят жизни главных персонажей.

## В ролях
- Элис Лау Нга Лай — Баттерфляй Ю
- Мэй Лоу Кун-Лан — Лулу Ким
- Розелия Фунг Вай-Ханг — Нэнси
- Луиза Со[англ.] — Фунг Пинг
- Дэвид Ву — Карл Сум
- Че Куаньхоу — Дэнни
- Ип Вин Чо — По
- Анита Ли[англ.] — бармен
- Рэймонд Вонг[англ.] — метрдотель
- Джеймс Вонг[англ.] — Триад
- Тереза Мо — женщина в концертном зале
- Фун Поупоу — ведущая концерта

## Награды и номинации
| Награды                     | Награды                           | Награды                  | Награды   |
| Кинопремия                  | Категория                         | Лауреат / претендент     | Результат |
| --------------------------- | --------------------------------- | ------------------------ | --------- |
| 14-я Гонконгская кинопремия | Лучший фильм                      | У меня свидание с весной | Номинация |
| 14-я Гонконгская кинопремия | Лучший сценарий                   | Рэймонд То               | Победа    |
| 14-я Гонконгская кинопремия | Лучшая женская роль               | Элис Лау Нга Лай         | Номинация |
| 14-я Гонконгская кинопремия | Лучшая женская роль второго плана | Кун-Лан Лоу              | Победа    |
| 14-я Гонконгская кинопремия | Лучшая женская роль второго плана | Фунг Вай-Хунг            | Номинация |
| 14-я Гонконгская кинопремия | Лучший новый актёр                | Элис Лау Нга Лай         | Победа    |
| 14-я Гонконгская кинопремия | Лучшая музыка                     | Хой-Кам Ли, Хо-Кит Ван   | Номинация |